# Carrarese Calcio
Carrarese Calcio is een Italiaanse voetbalclub uit Carrara, in de regio Toscane. De club werd opgericht in 1908 en speelt in de Serie B 
Op 9 juni 2024 verzekerde Carrarese zich van promotie naar de Serie B voor het seizoen 2024/25 dankzij het winnen van de finale van de play-offs voor promotie in de Serie C. Zodoende keerde de club na 76 jaar terug op het tweede niveau.